# 仲尾修一
仲尾 修一（なかお しゅういち、1979年4月3日 - ）は、日本ユニシスバドミントン部に所属していた元バドミントン選手。右利き。大阪府出身。四條畷学園中学校、此花学院高等学校、筑波大学卒。現役時代は主にダブルスで活躍し、全日本総合や全日本社会人等の大会で優勝。ナショナルメンバーにも選出された。2007年度をもって現役を引退。2013年度より、比叡山高校バドミントン部監督を務めている。

## 主な戦歴

### 国内試合
- 2001年
  - 全日本インカレ ダブルス優勝
- 2003年
  - 全日本社会人大会 ダブルス優勝
  - 全日本総合選手権大会 ダブルス第3位
- 2004年
  - 全日本社会人大会 ダブルス第3位
  - 全日本総合選手権大会 ダブルス第2位
- 2005年
  - 全日本社会人大会 ダブルス第3位
  - 全日本総合選手権大会 ダブルス優勝

### 国際試合
- 2003年 世界選手権 ダブルス ベスト16
- 2004年 ニュージーランド国際 ダブルス優勝
- 2006年 全英オープン出場、
  - トマス杯（国別対抗世界選手権）日本代表　団体ベスト8

## ＤＶＤ
- 『「バドミントン ダブルスを極める」～ダブルスのスペシャリスト 仲尾修一のテクニック～』　ティアンドエイチ株式会社　2012年